# Gustaf Lönegren
Gustaf Walter Leopold Lönegren, född 25 november 1828 i Landskrona, död 21 februari 1907 i Stockholm, var en svensk ämbetsman och politiker.

## Biografi
Lönegren blev student vid Lunds universitet 1846 och ingick efter året därpå avlagd kameralexamen i Tullverket, där han 1863 befordrades till tullförvaltare i Norrköping. Han representerade Norrköpings valkrets i andra kammaren 1879–1890 och var 1882–1887 (januaririksdagen 1887) ledamot i bevillningsutskottet samt invaldes i utskottet även 1888, men måste avgå inom kort till följd av hans utnämning till statsråd. 
Till sin politiska ståndpunkt var Lönegren konservativ och protektionist och uppträdde huvudsakligen endast i tullfrågor, varvid hans lugna och sakliga sätt att debattera gjorde, att hans anföranden alltid aktningsfullt åhördes. Vid det nya systemets genomförande utnämndes han 6 februari 1888 till konsultativt statsråd i Bildtska ministären, men avgick hösten samma år för att efterträda Axel Bennich som generaltulldirektör. Från denna befattning tog han avsked 1898.
Lönegren var från 1853 gift med Sophia Carolina Wilhelmina Bodman (1834–1916), dotter till överinspektoren vid packhuset i Stockholm Carl Anders Bodman (1794–1856) och dennes hustru Sophia Charlotta Pettersson (1810–1908). Makarna Lönegren är begravda på Norra begravningsplatsen utanför Stockholm.